# Araeococcus sessiliflorus
Araeococcus sessiliflorus är en gräsväxtart som beskrevs av Elton Martinez Carvalho Leme och José A. Siqueira Filho. Araeococcus sessiliflorus ingår i släktet Araeococcus och familjen Bromeliaceae. Inga underarter finns listade i Catalogue of Life.